# Mary Jo Markey
Mary Jo Markey és una editora televisiva estatunidenca que també ha treballat com a actriu.
Ha treballat com a editora en diverses pel·lícules com The Perks of Being a Wallflower o Missió: Impossible III. També ha treballat com a editora de diversos shows televisius així com de diversos capítols de les sèries: Felicity, Breaking News, Skin, Alias i Lost. És membre de l'American Cinema Editors i una col·laboradora habitual de J. J. Abrams, amb pel·lícules com Star Trek o Super 8 entre d'altres.
El maig de 2013 es va confirmar que Mary treballaria amb Abrams en la pel·lícula Star Wars episodi VII: El despertar de la força.